# Tetramorium guineense
Tetramorium guineense är en myrart som först beskrevs av Bernard 1953.  Tetramorium guineense ingår i släktet Tetramorium och familjen myror. Inga underarter finns listade i Catalogue of Life.

## Bildgalleri

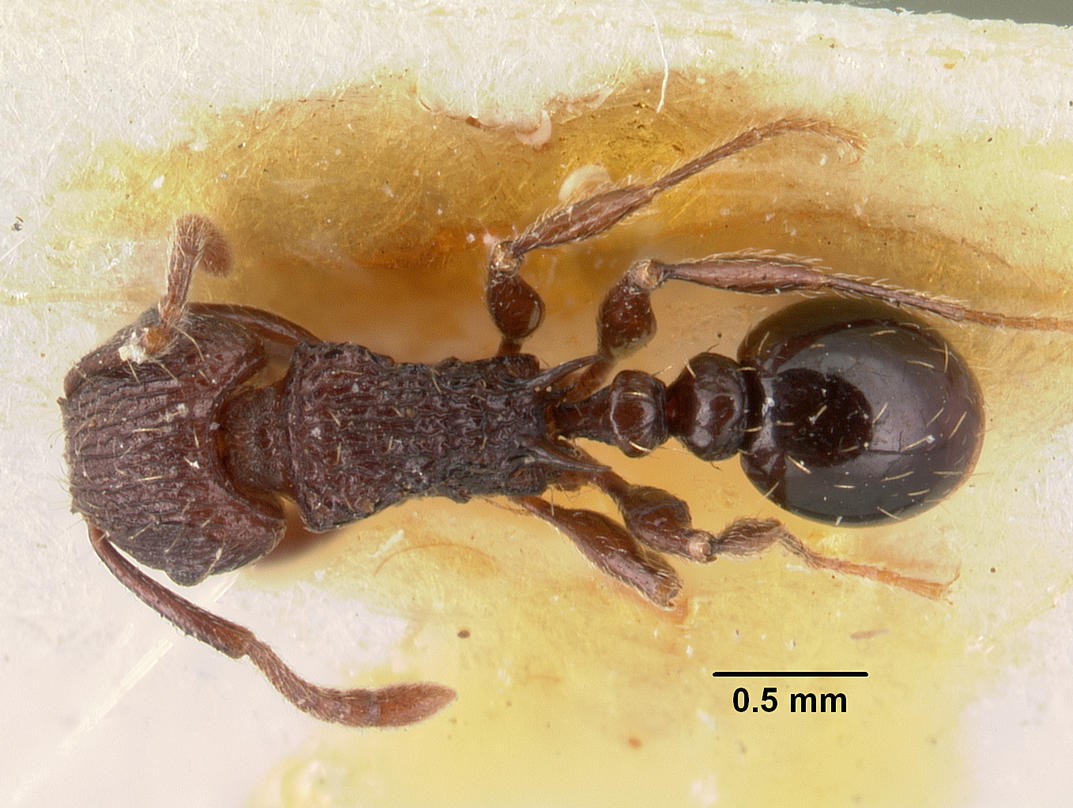
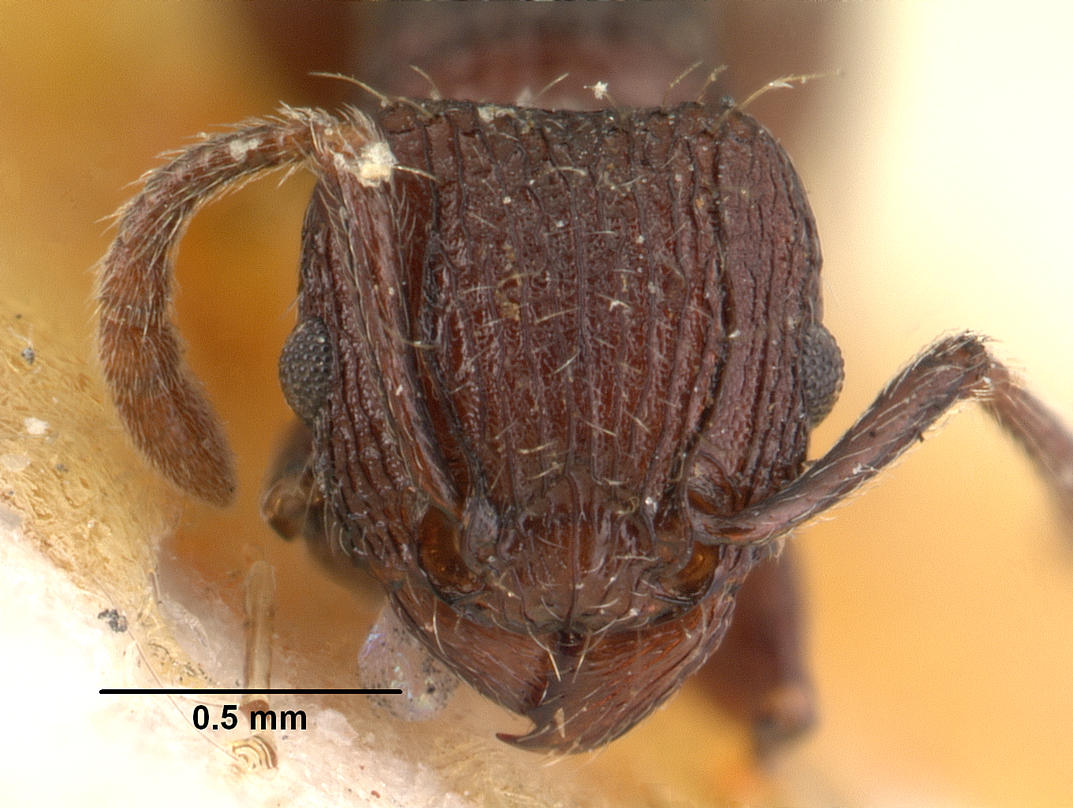
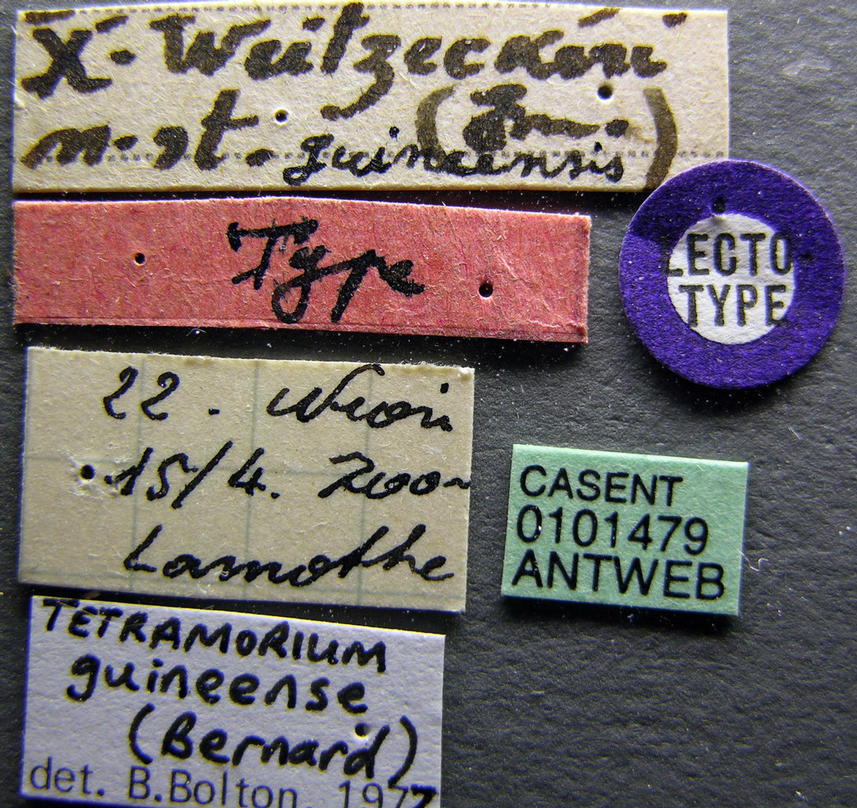
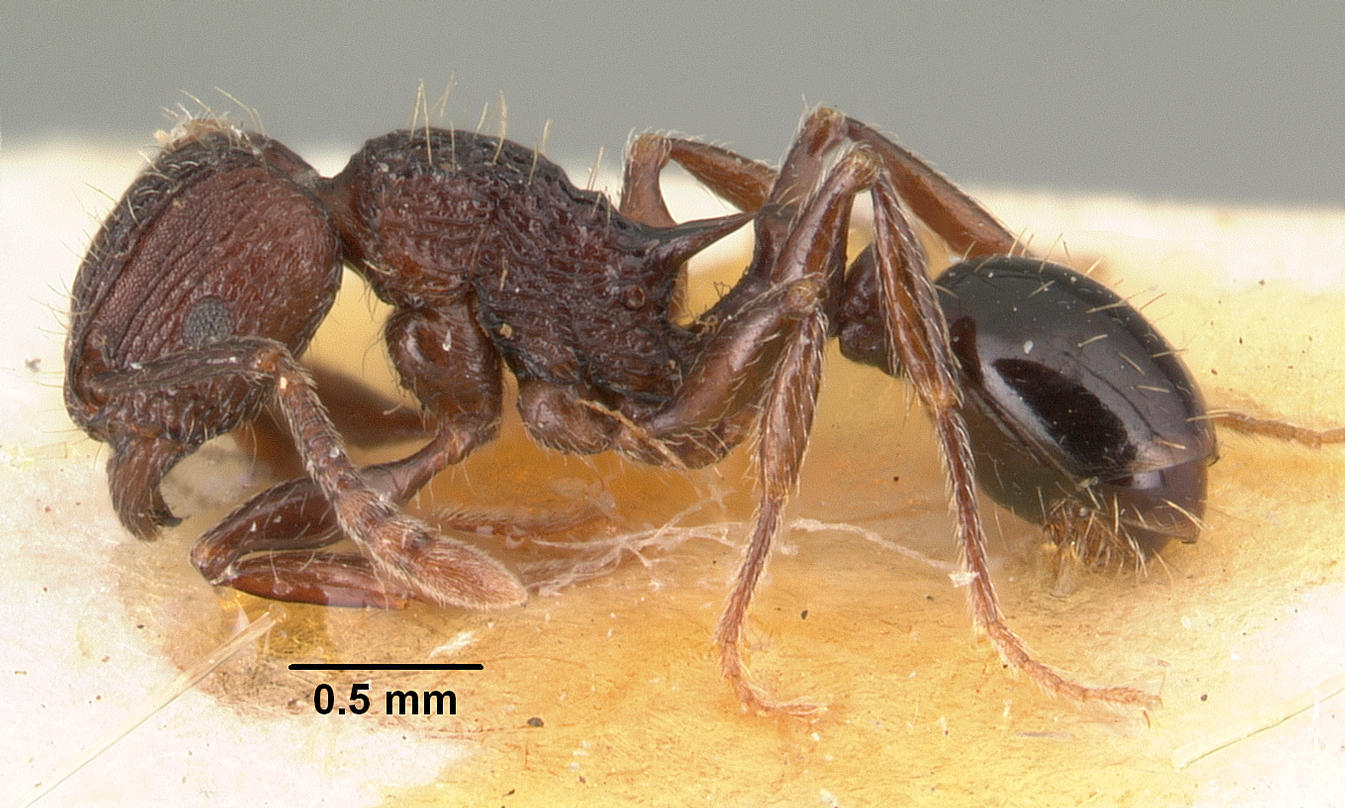